# Nagy aranka
A nagy aranka (Cuscuta campestris) a szulákfélék családjába tartozó, észak-amerikai eredetű parazita növény.

## Megjelenése
A nagy aranka 10-60 (ritkán 100) cm magasra kúszó, lágyszárú, kizárólagos parazita életmódot folytató, egyéves növény. Gyökerei nincsenek, levélzete is szinte teljes mértékben visszafejlődött. Sárga vagy narancssárgás szára 0,8-1,5 mm vastag, erőteljesen elágazik. Más növényekre felkapaszkodva belőlük szerzi meg víz- és tápanyagszükségletét speciális szívógyökerei (vagy hausztóriumai) segítségével. Az aranka a hausztórium külső tapadókorongos részével rögzíti magát, a belső "keresőhifával" pedig behatol a szállítónyalábok közé.
Nyár közepétől októberig virágzik. Virágzata 1–1,5 cm átmérőjű és 5–25 tagból álló fejecske. A kis 2-3,5 mm-es virágoknak öt apró, fehér, hegyes szirmuk és szintén öt lekerekített végű sárgás vagy halványzöld csészelevelük van.
Termése 2–3 mm átmérőjű, lapított gömb alakú toktermés. A termésben 2-4 barna, 1-1,2 mm-es, szabálytalan alakú mag található.
Kromoszómaszáma 2n=56.

## Elterjedése
Észak-Amerikában őshonos, de mára az egész világon elterjedt gyomnövény, inváziós faj. 1840-ben került Európába, Franciaországba, majd a lóheremagvakkal együtt mára minden európai országban megtalálható. Főleg Dél-Európában gyakori, Skandináviában csak szórványos az előfordulása.
Első magyarországi észlelése 1873-ban történt Budán. Gyors terjedéséhez hozzájárult, hogy magvai belekeveredtek a külföldi vetőmagszállítányokba. Mára a mezőgazdasági területekről sikerült visszaszorítani, de az útmenti, parlagi gyomtársulásokban még mindig az ország leggyakoribb parazita növénye. Hegyvidéken és homokon ritkább. 

## Életciklusa
Magvai csak május végén, június elején indulnak csírázásnak, így már képes találni kifejlett gazdanövényeket. A magok akár 15 évig életképesek maradnak. A magból kibújó fiatal növény az óramutató járásával ellentétes irányban köröző mozgást végez, míg nem talál egy növényt, amelyre felkapaszkodhat. Gazdanövény nélkül 10-20 napig marad életben, ezalatt 10–20 cm hosszúra nő meg.  Ha sikerült megfelelő gazdát találnia, gyors növekedésbe kezd. Gyökere elhal és a kifejlett növénynek már nincs kapcsolata a talajjal. A szívógyökerek fejlesztése után egy-másfél hónappal kezd virágozni, további 3-5 hét múlva magvai már érettek. Virágzásának és magérlelésének csak az októberi hidegek vetnek véget. Egyetlen egyed akár 10 ezer magot is hozhat.
Szinte bármelyik növényen képes élősködni (Magyarországon eddig 225-féle gazdát mutattak ki), bár van amelyiken gyorsabban fejlődik. Főleg a napfényes, félszáraz és kissé meszes vagy semleges kémhatású talajjal rendelkező termőhelyeken fordul elő.
Veszélyes mezőgazdasági kártevő, főleg a paradicsomon, paprikán, burgonyán, hagymán, répán, cukorrépán, lóherén és lucernán okoz érzékeny terméskiesést. A gazdanövény ritkán pusztul el, de növekedése csökken, virágzása, termésérése gátlódik.   

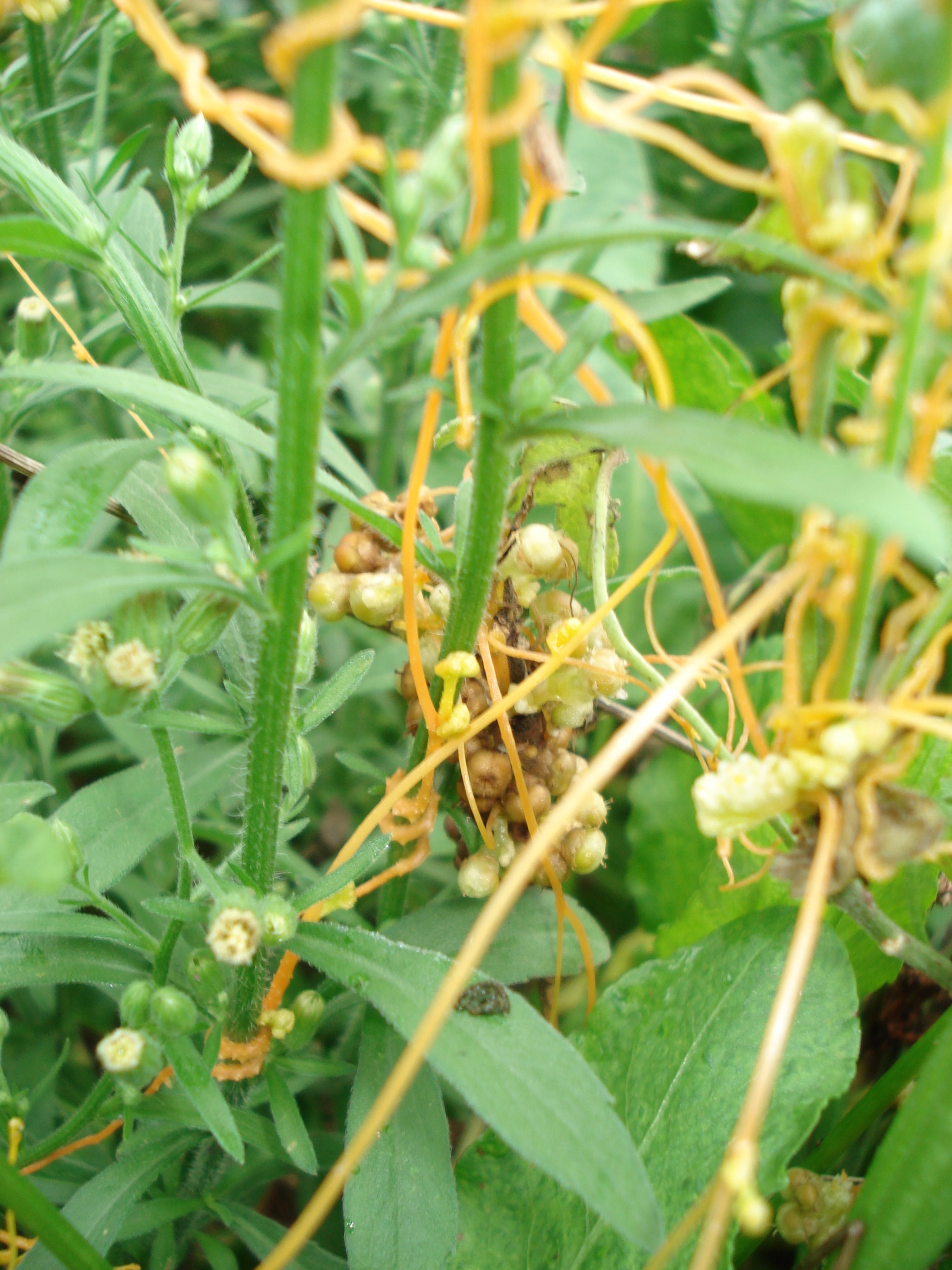
Virágzó és termésérlelő aranka
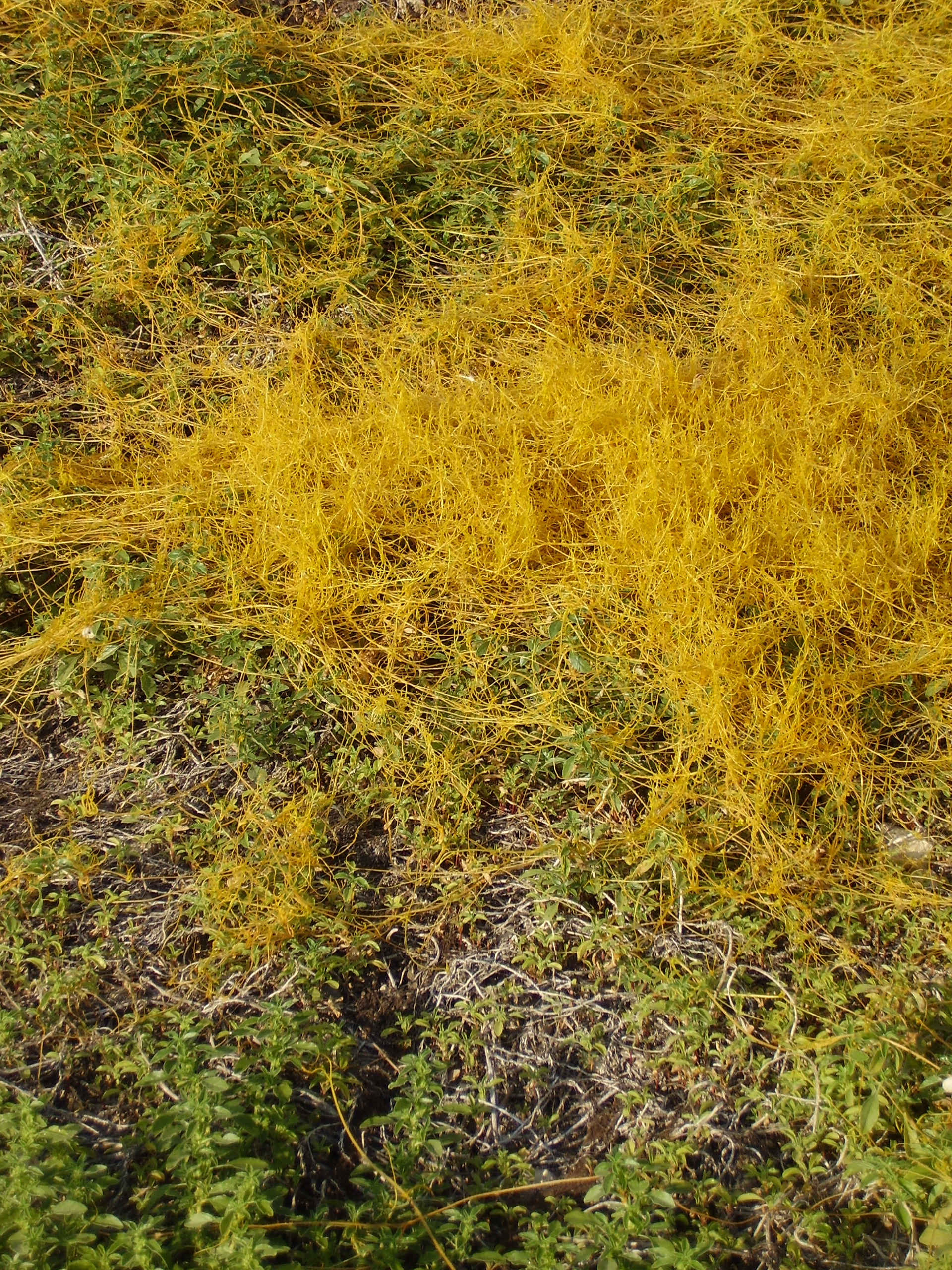
Tömeges előfordulása
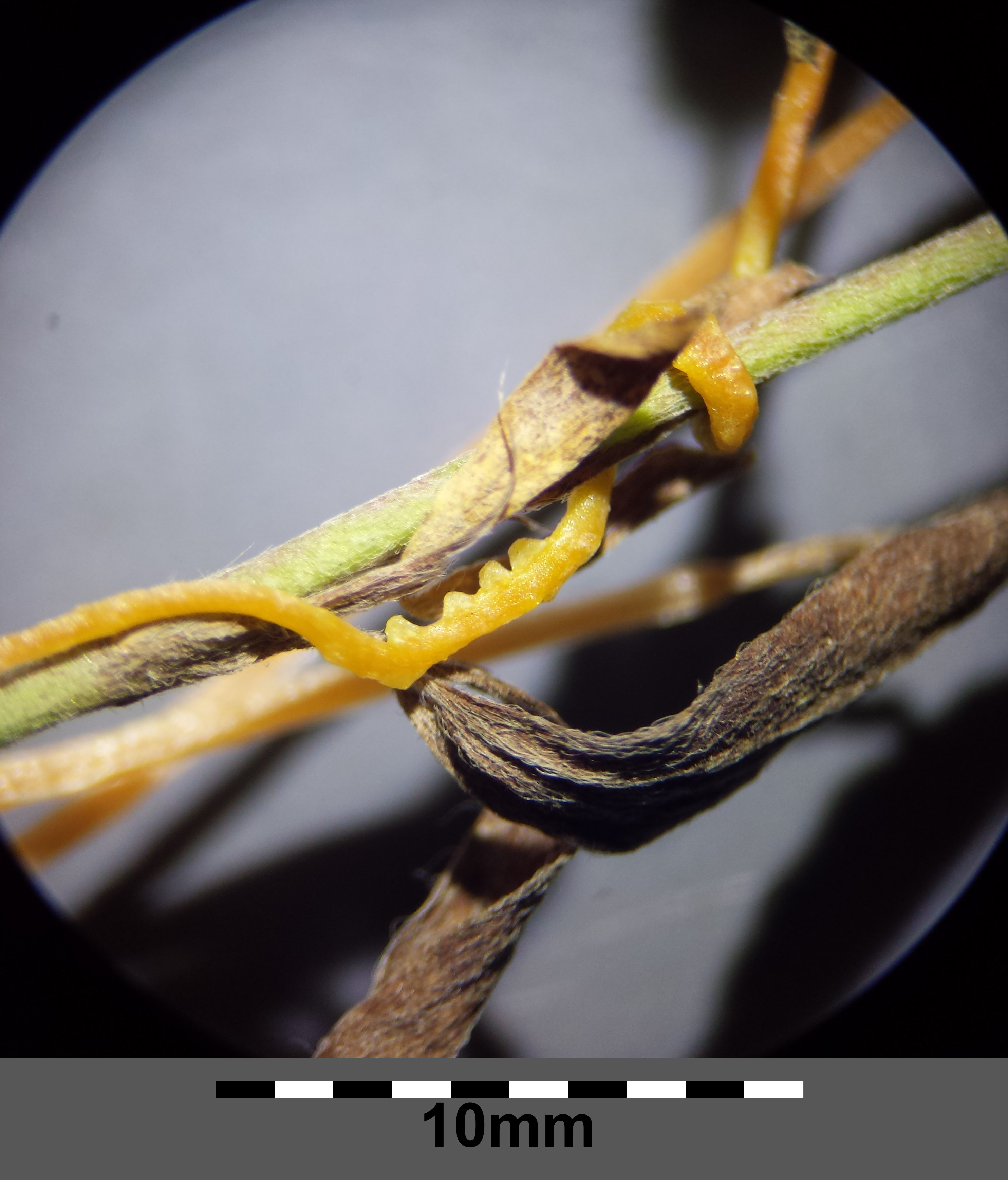
Szár hausztóriumokkal
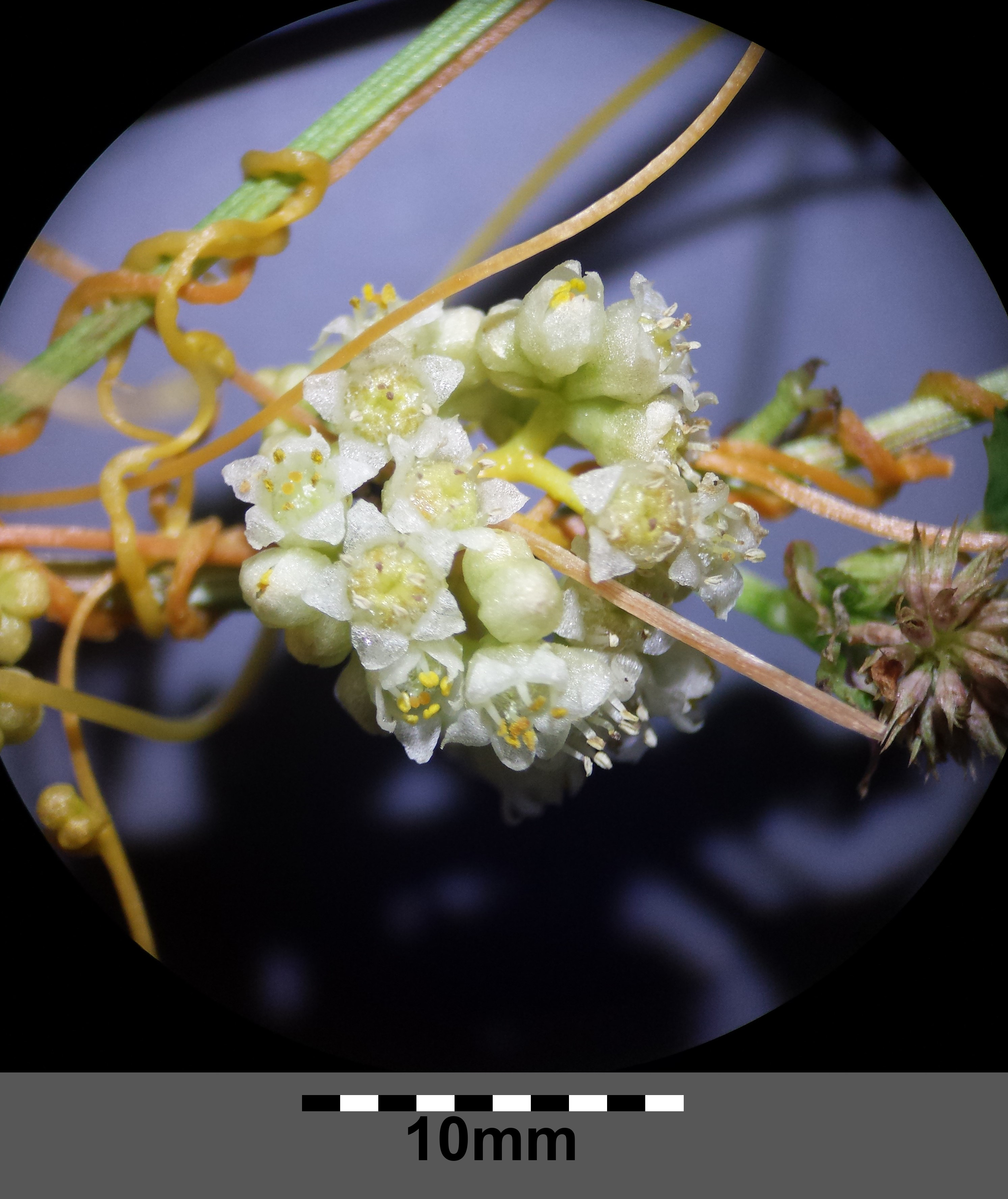
Virágzata